# Ariston van Paeonië

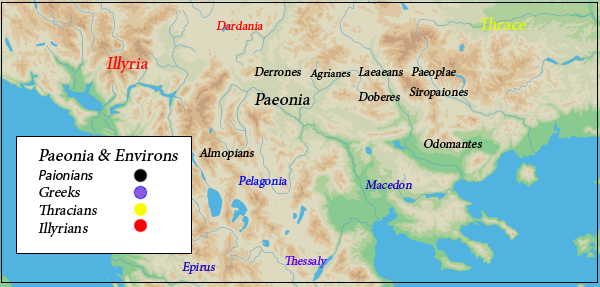
Paionia

Ariston (Ἀρίστων) was een lid van het koningshuis van Paeonië, mogelijk was hij de broer van Patraus en vader van de latere koning Audoleon. Zijn dienst bij Alexander de Grote hielp om de loyaliteit van deze natie te behouden. Hij was commandant van een eenheid van de Paionische cavalerie. In het begin waren ze slechts een squadron sterk, maar ze kregen 500 man versterking in Egypte en nog 600 man in Susa.
In de Slag bij Gaugamela werd de Paionische cavalerie op de rechterflank geplaatst bij de sarissophoroi, waar ze de Perzische cavalerie op de vlucht dreven. In 331 v.Chr. versloeg de Paionische cavalerie een groot aantal Perzische cavalerie bij de Tigris, en Ariston doodde de vijandelijke leider Satropates. Daarna bracht hij Alexander het afgehakte hoofd van de gesneuvelde commandant. Hij vroeg Alexander voor een beloning voor zijn daden, en de koning huldigde hem publiekelijk en dronk op zijn gezondheid. Satropates' dood kan afgebeeld zijn op de munten van de Paionische koning, Patraus, die mogelijk Aristons broer was.